# Manduca florestan
Manduca florestan ist ein Schmetterling (Nachtfalter) aus der Familie der Schwärmer (Sphingidae). Die Verbreitung der Art reicht vom Südosten Arizonas und dem Südwesten New Mexicos in den Vereinigten Staaten nach Süden über große Teile der nördlichen Neotropis bis in den Süden Brasiliens.

## Merkmale
Die Falter haben eine Vorderflügellänge von 54 bis 62 Millimetern. Manduca florestan ist nur sehr wenig variabel. Die Oberseite der Vorderflügel ist grau bis gelblich-grau bzw. braun. Sie ist mit weißlichen Flecken und schwarzen Mustern versehen. Zwei schwarze Wische führen von der Zelle zum Flügelaußenrand. An die Zelle und die Wische grenzt ein rotbrauner Fleck an, der für die Art charakteristisch ist. Die Hinterflügel sind auf der Oberseite dunkelbraun und haben zum Analwinkel führend eine weiße Binde, die eine feine braune Linie einschließt.
Die Falter sehen Manduca jasminearum sehr ähnlich, ihnen fehlen jedoch die kräftigen, dunklen, horizontalen Wische auf den Vorderflügeln. Die Arten überschneiden sich in ihrer Verbreitung zudem nur in wenigen Gebieten, sodass eine Unterscheidung einfach ist. Eine weitere ähnliche Art ist Manduca lichenea, bei der die Unterscheidung nicht immer einfach ist. Diese Art besitzt jedoch schwächer ausgeprägte schwarze Wische, die sich schlecht von der Grundfarbe absetzen. Ceratomia sonorensis ist deutlich kleiner als Manduca florestan und hat zudem zahlreiche schwarze Striche auf den Vorderflügeln.

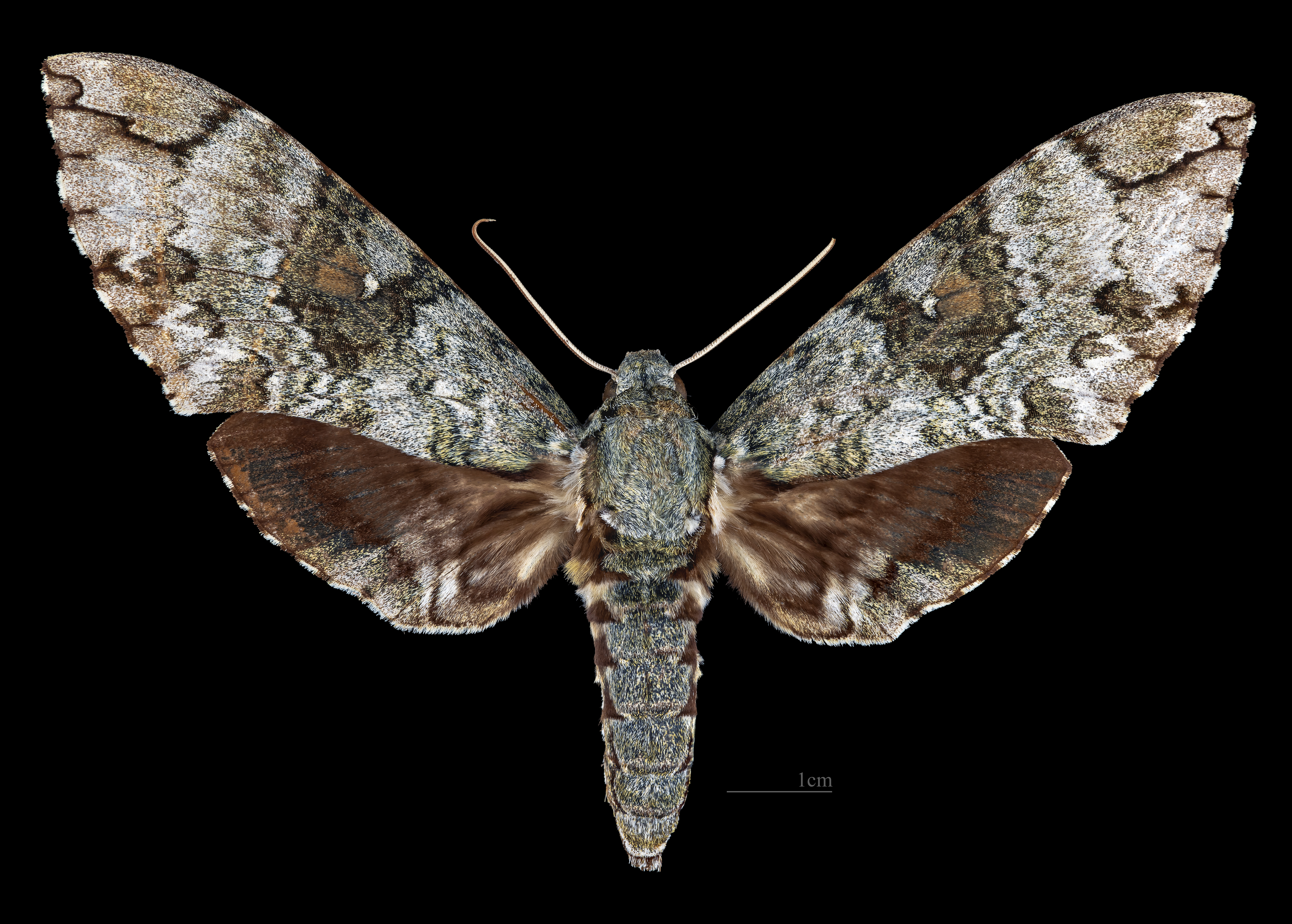
Präparat  ♀
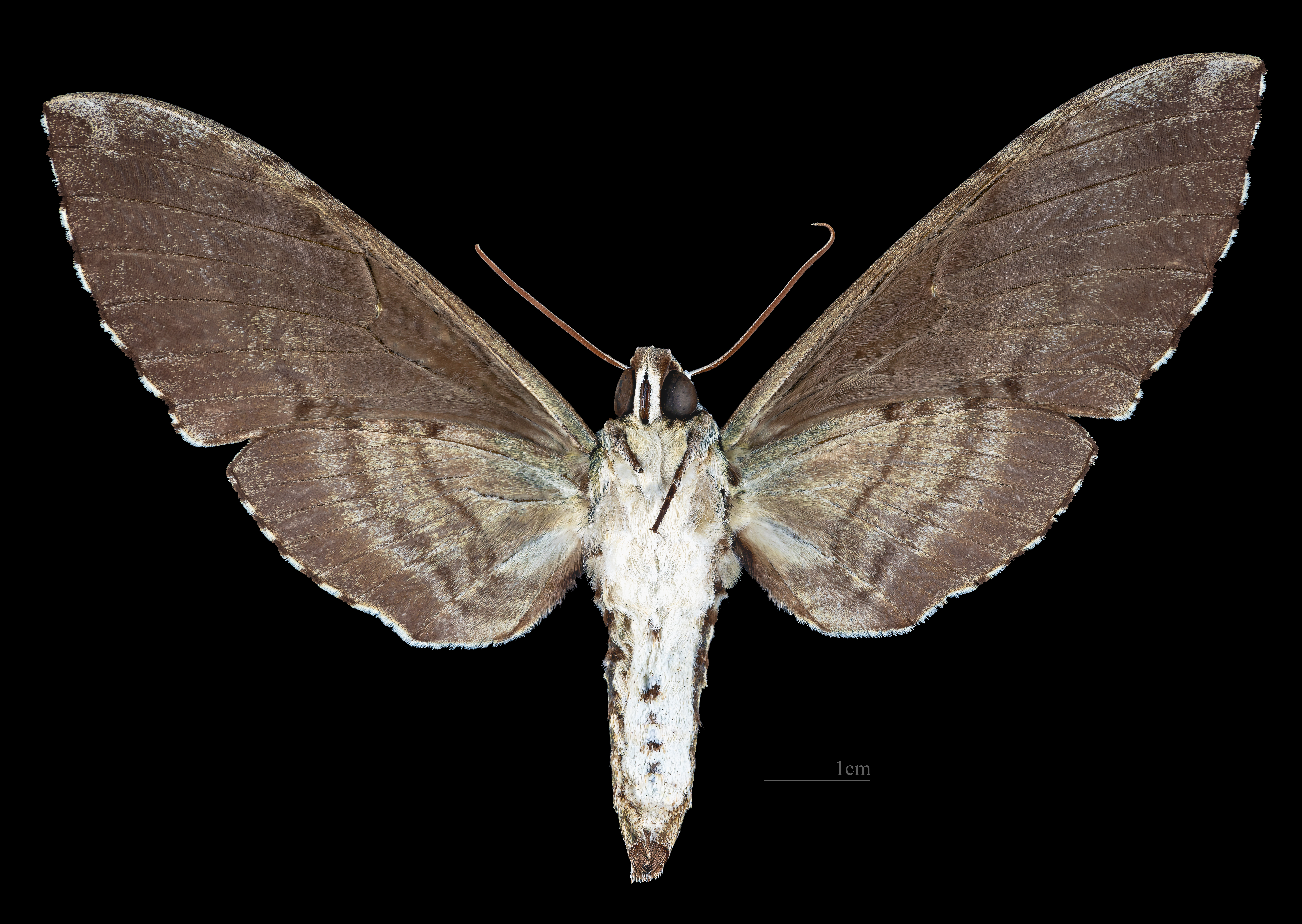
Präparat ♀ △

Die Raupen treten in zwei Farbvarianten auf. Die häufigste hat eine hell blaugrüne Grundfarbe und sieben Paare weißer, schräger Seitenstreifen, die zum Rücken hin hellgrün begrenzt sind. Der Körper ist erhabenen weiß bepunktet. Die seltenere Form hat eine gelblich-grüne Grundfarbe mit gelben Seitenstreifen, die zum Rücken dunkelgrün gerandet sind und gelbe Punkte. Das Analhorn ist bei beiden Farbvarianten stark mit punktförmigen Warzen bedeckt.
Die Puppe ist glanzlos mahagonibraun und hat eine leicht raue Oberfläche. Die sehr kurze, frei liegende Rüsselscheide hat eine verdickte Spitze. Der mittellange Kremaster ist breit und hat vier kräftige Dornen an seiner Spitze.

## Vorkommen
Die Verbreitung der Art reicht vom Südosten Arizonas und dem Südwesten New Mexicos in den Vereinigten Staaten nach Süden über große Teile der nördlichen Neotropis bis in den Süden Brasiliens. Nachweise aus anderen Staaten der USA, beispielsweise aus Texas und Florida, sind zweifelhaft.
Manduca florestan besiedelt in Nordamerika Canyons in Bergregionen mit Felswänden und Schotterbänken aus Kalkstein, die Bewuchs von Garrya wrightii aufweisen.

## Lebensweise
Die Falter schlüpfen am frühen Abend und werden bereits in der ersten Nacht aktiv. Der Schlupf ist an die Sommerregenfälle gebunden. Sie werden stark durch Lichtquellen angezogen, wo sie in großer Zahl anfliegen. Sie saugen Nektar an Blüten, beispielsweise von Agave parryi, Datura meteloides oder Plumeria rubra.

### Flug- und Raupenzeiten
In den Vereinigten Staaten fliegt die Art in einer Generation von Ende Juni bis Anfang September, mit dem Maximum Ende Juli/Anfang August. In Costa Rica fliegt sie das ganze Jahr über, aus Bolivien ist sie im März und von Oktober bis Dezember nachgewiesen.

### Nahrung der Raupen
Die Raupen ernähren sich von Trompetenbaumgewächsen (Bignoniaceae), wie beispielsweise Tecoma-Arten und Eisenkrautgewächsen (Verbenaceae), wie beispielsweise Citharexylum-Arten. In den Vereinigten Staaten sind sie an Garrya wrightii nachgewiesen und es wird vermutet, dass sie auch Garrya flavescens fressen.

## Entwicklung
Die Weibchen legen ihre Eier einzeln an der Ober- und Unterseite der Blätter der Raupennahrungspflanzen ab. Die Verpuppung erfolgt in einer Kammer im Erdboden. Die Puppe bewegt sich vermutlich vor dem Schlupf mit ruckartigen Bewegungen zur Oberfläche.

## Belege